# Smolik znaczony
Smolik znaczony (Pissodes castaneus) – gatunek chrząszcza z rodziny ryjkowcowatych.
Rójka
Rójka jak u szeliniaków: pojawia się od końca kwietnia do września.
Wygląd
Długość 5–7 mm, smukła sylwetka ciała, barwa kory sosny, czułki w połowie ryjka, pierwsza przepaska na pokrywach koloru żółtawego, druga przepaska jest dwubarwna tzn. obrzeże żółte, przy szwie jasne.
Występowanie
Europa, Azja.
Pokarm

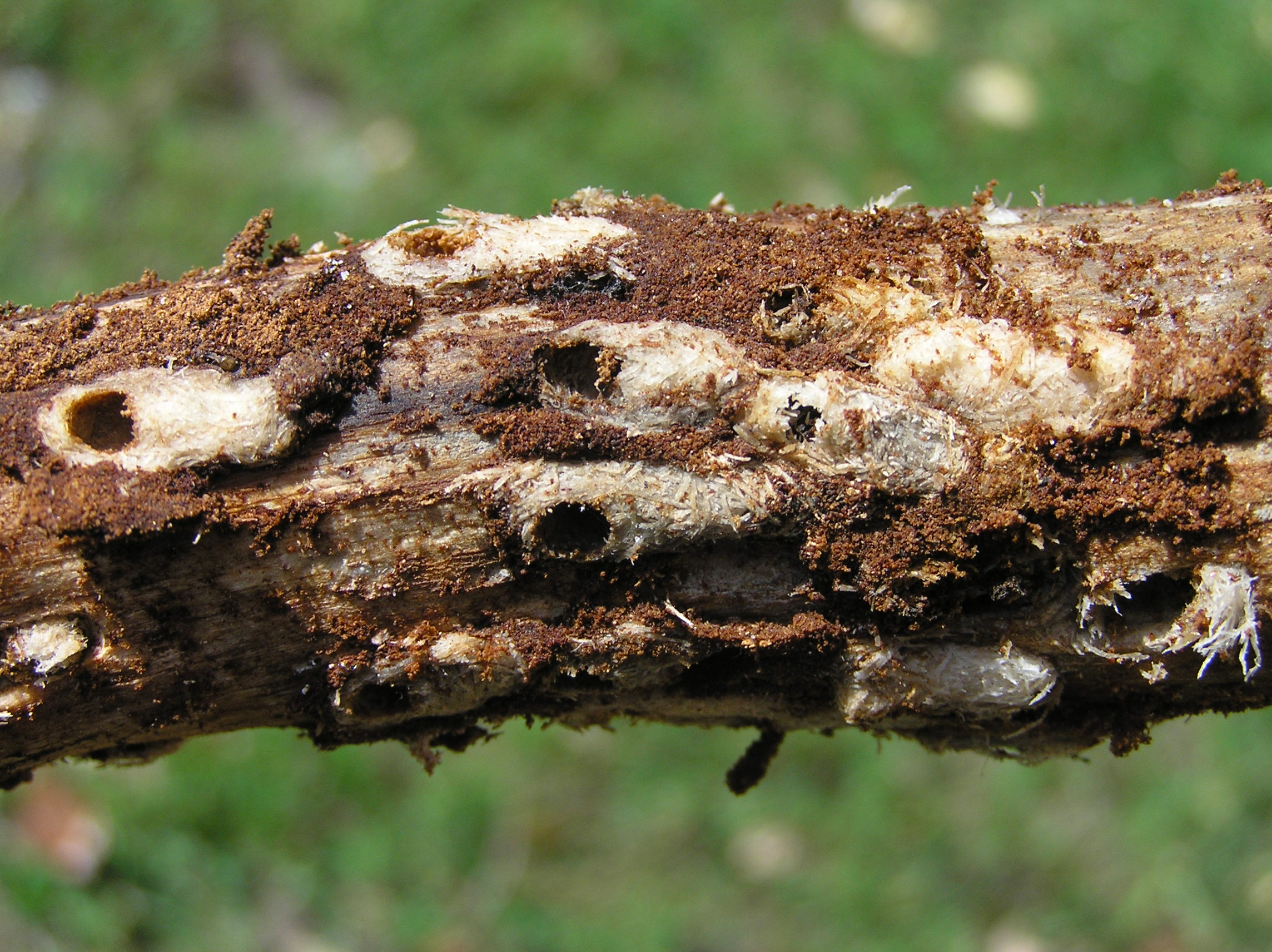
Szyja korzeniowa młodej sosny z licznymi kolebkami poczwarkowymi smolika

Imago żer uzupełniający, młodych żer regeneracyjny w szyjach korzeniowych i w części przyziemnej młodych, osłabionych sosen, wylęgająca się larwa żeruje między korą a drewnem w pobliżu pierwszego okółka.
Rozród
Samica składa jaja w okolicy pierwszego okółka, przepoczwarczenie odbywa w tzw. kołyskach poczwarkowych, generacja jednoroczna.
Znaczenie
W leśnictwie szkodnik fizjologiczny, monofag, wtórny (larwa); chętnie zasiedla drzewka osłabione działalnością zwierzyny płowej, zaatakowane przez opieńkę bądź hubę korzeniową, również przy masowym występowaniu szeliniaka itp. Szczególnie preferuje drzewka od 3 do 5 lat, imago jest szkodnikiem pierwotnym – osłabia drzewka.